# Solituderennen
La Solituderennen ou Grand Prix de Solitude est une ancienne épreuve de sports mécaniques disputée sur le Circuit de Solitude, long de 11,4 km situé près de Stuttgart à proximité du château de Solitude. Des épreuves de sports mécaniques s'y sont déroulées de 1903 à 1965.
En raison de la piste étroite, ce sont principalement des événements de moto qui s'y sont déroulés jusqu'en 1956. La piste et les stands ont été élargis au début de 1957 et des courses de voitures de sport ont été organisées par le club automobile ADAC .
Des courses de Grand Prix moto ont eu lieu sur la piste de 1952 à 1964 , le Grand Prix moto d'Allemagne s'y déroulant les années paires : 1952, 1954 , 1956 , 1958 , 1960 , 1962 et 1964.
De 1961 à 1964, des Grands Prix de Formule 1 hors-championnat du monde ont également eu lieu, en plus des précédents événements de Formule 2 et de Formule Junior.
En 2003, un événement commémoratif a eu lieu, avec de nombreux anciens participants et véhicules. 

## Palmarès
- Grands Prix de Formule 1 hors championnat du monde.

| Année     | Vainqueur          | Voiture        | Résultats |
| --------- | ------------------ | -------------- | --------- |
| 1925      | Otto Merz          | Mercedes-Benz  | Résultats |
| 1926      | Otto Merz          | Mercedes-Benz  | Résultats |
| 1927      | August Momberger   | Bugatti        | Résultats |
| 1928-1948 | Non couru          | Non couru      | Non couru |
| 1949      | Toni Ulmen         | Veritas        | Résultats |
| 1950      | Karl Kling         | Veritas        | Résultats |
| 1951-1955 | Non couru          | Non couru      | Non couru |
| 1956      | Hans Herrmann      | Porsche        | Résultats |
| 1957-1958 | Non couru          | Non couru      | Non couru |
| 1959      | Michel May         | Stanguellini   | Résultats |
| 1960      | Wolfgang von Trips | Ferrari        | Résultats |
| 1961      | Innes Ireland      | Lotus-Climax   | Résultats |
| 1962      | Dan Gurney         | Porsche        | Résultats |
| 1963      | Jack Brabham       | Brabham-Climax | Résultats |
| 1964      | Jim Clark          | Lotus-Climax   | Résultats |
| 1965      | Chris Amon         | Lola-Ford      | Résultats |
| 1966-1967 | Non couru          | Non couru      | Non couru |
| 1968      | David Piper        | Ferrari        | Résultats |
| 1969      | Hans Herrmann      | Lola-Chevrolet | Résultats |